# Генџи (ера)
Генџи (元治) је јапанска ера (ненко) која је настала после Бункју и пре Кеио ере. Временски је трајала од марта 1864. до априла 1865. године и припадала је Едо периоду. Владајући монарх био је цар Комеи. Име нове ере Генџи извучено је из Ји Ђинга и у преводу значи "истинска владавина".

## Важнији догађајиГенџиере
- 8. јул 1864. (Генџи 1, пети дан шестог месеца): Икедаја инцидент у Кјоту.
- 12. август 1864. (Генџи 1, једанаести дан седмог месеца): У својој 53 години убијен је Сакума Шозан.[3] Шозан је био рангаку учењак и залагао се за модернизацију земље. По наређењу шогуната путовао је из Еда у Кјото када га је пресрео један од подржавалаца соно џои идеје и убио.[4]
- 5-6. септембар 1864. (Генџи 1, пети-шети дан осмог месеца): Бомбардовање Шимоносекија